# T.V. Carpio
Pour les articles homonymes, voir Carpio.
Teresa Victoria "T.V." Carpio , née le 5 avril 1981 à Oklahoma City, est une actrice et chanteuse américaine.

## Biographie
Née à Oklahoma City, elle est la fille de Teresa Carpio, chanteuse chinoise de Hong Kong, et de Peter Mui, cofondateur de Tungtex (Holdings) Co Ltd, un fabricant de vêtements de Hong Kong.
Teresa Victoria Carpio a chanté une interprétation lente de la chanson I Want to Hold Your Hand des Beatles dans un film destiné à la musique du film Across the Universe. Elle y a joué le rôle d'une cheerleader. Sa mère a également enregistré une de ses compositions.
En 2006, Teresa Victoria s'installe à New York.

## Filmographie
- 2001 : Popstars : Top 26 Finalist (TV)
- 2002 : Law & Order : Laundry Lady (1 episode, "Patriot," )
- 2004 : Sucker Free City  (TV) : Angela Tsing
- 2004 : She Hate Me : Gail
- 2004 : The Jury : Esme Kingman (1 episode, "Mail Order Mystery," )
- 2007 : Across the Universe : Prudence
- 2011 : Limitless de Neil Burger : Valérie
- 2013 : The Client List  (TV) : Shelby Prince
- 2014 : The Scribbler
- 2014 : Anger Management
- 2014 : Stalker
- 2015 : Rizzoli & Isles
- 2017 : Bloodline
- 2023 : Chicago Med : Dr. Grace Song
- 2025 : The Rookie : Le Flic de Los Angeles : Gretchen (saison 7, épisode 6)

## Scène
- 2006-2007 : Rent au Nederlander Theatre : Alexi Darling / Ensemble
- 2010-2011 : Spider-Man: Turn Off the Dark au Foxwoods Theatre : Arachne
- 2017 : Hadestown au Citadel Theatre : Eurydice
- 2019 : Little Shop of Horrors à la Pasadena Playhouse : Ensemble